# Theodor Christlieb Reinhold
Theodor Christlieb Reinhold (* 13. September 1682 in Eppendorf; † 24. März 1755 in Dresden) war ein deutscher Komponist und Dresdner Kreuzkantor. 

## Leben
Reinhold war Schüler der Dresdner Kreuzschule. Als Kreuzkantor folgte er 1720 Johann Zacharias Grundig nach und bekleidete das Amt bis zu seinem Tode. Sein eigener Nachfolger als Kantor wurde 1755 Gottfried August Homilius. Reinhold komponierte Motetten und die Festkantaten zur Grundsteinlegung und zur Einweihung der Frauenkirche sowie zur Einweihung der darin durch Gottfried Silbermann erbauten Orgel. Außerdem war Reinhold Musikdirektor der damaligen drei evangelischen Hauptkirchen Dresdens, also der Frauen-, der Sophien- und der Kreuzkirche. In dieser Position holte er 1733 den Bach-Sohn Wilhelm Friedemann als Organisten an die Sophienkirche. Zu Reinholds Schülern zählt der Komponist und Musikschriftsteller Johann Adam Hiller.